# Joseph Bédard
Joseph Bédard, né le 26 février 1774 à Québec et mort le 28 septembre 1832 à Montréal, est un homme politique canadien. Il représente la circonscription de York de 1800 à 1804 et celle de Surrey de 1810 à 1814 dans l'Assemblée législative du Bas-Canada.

## Biographie
Il est né à Québec, le fils de Pierre-Stanislas Bédard et Marie-Josephte Thibault et fait ses études au Petit séminaire de Québec. Bédard étudie le droit et est admis au barreau en 1796 et exerce à Montréal. En 1803, il épouse Marie-Geneviève-Scholastique Hubert-Lacroix. Bédard sert comme lieutenant dans le deuxième bataillon de la milice et atteint le grade de capitaine. Il prend part au mouvement de protestation contre le projet d'union du Haut et du Bas-Canada en 1822. En 1829, puis en 1831, il est nommé conseiller du roi. Il meurt à Montréal le 28 septembre 1832 à l'âge de 58 ans.
Son frère Pierre-Stanislas Bédard et ses neveux Elzéar Bédard et Joseph-Isidore Bédard ont également siégé à l'Assemblée. Sa fille, Marie-Stéphanie, a épousé Joseph Bourret.